# Sucre Fútbol Club (Venezuela)
El Sucre Fútbol Club es un club de fútbol de Venezuela, ubicado en la ciudad de Cumaná, estado Sucre, fundado el 3 de febrero de 2013 y que milita en la Tercera División de Venezuela.

## Estadio
El Félix Lalito Velásquez, que ha servido en el pasado de sede a equipos como a Nueva Cádiz Futbol Club y Fundación Cesarger FC, entre otros, es el que recibe al equipo para sus partidos de local. Tiene una capacidad de 15.000 personas.

## Datos del club
- Temporadas en 1.ª División: 0
- Temporadas en 2.ª División: 0
- Temporadas en 3.ª División: 3 (2013-14, 2014-15, 2015-16, 2016-17)